# Sandy Point (Australia)
Sandy Point – miasto w Australii, w stanie Wiktoria.